# Lago (przystanek kolejowy)
Lago – przystanek kolejowy kolei wąskotorowej FEVE w Xove, w Galicji, w Hiszpanii.
| Lago                            |  |                             |
| Linia Ferrol – Gijón (100,4 km) |  |                             |
| Xoveodległość: 1,3 km           |  | Bidueiros odległość: 1,7 km |